# Markus Krajewski (Rechtswissenschaftler)
Markus Krajewski (* 1969) ist ein deutscher Rechtswissenschaftler mit den Forschungsschwerpunkten Wirtschaftsvölkerrecht, internationaler Menschenrechtsschutz, Recht der europäischen Außenbeziehungen und europäischem Recht öffentlicher Dienstleistungen. Seit 2010 ist er Professor an der Friedrich-Alexander-Universität Erlangen-Nürnberg.

## Leben
Krajewski studierte ab 1991 Rechts-, Wirtschafts- und Politikwissenschaften an der Universität Hamburg sowie internationale Beziehungen an der Florida State University. 1997 schloss er dieses Studium mit dem Ersten Juristischen Staatsexamen ab. In der Folge war er wissenschaftlicher Mitarbeiter am Institut für Internationale Angelegenheiten der Universität Hamburg und absolvierte am Hanseatischen Oberlandesgericht sein Rechtsreferendariat. Er promovierte mit einer wissenschaftlichen Arbeit zu „Verfassungsperspektiven und Legitimation des Rechts der Welthandelsorganisation (WTO)“. Nachdem er von 2001 bis 2003 als DAAD-Lektor am King’s College in London gelehrt hatte, übernahm er 2003 die Juniorprofessur für Öffentliches und Europäisches Wirtschaftsrecht und Wirtschaftsvölkerrecht an der Universität Potsdam. Diese bekleidete er bis 2008, ehe er Gastprofessor am Sonderforschungsbereich „Staatlichkeit im Wandel“ der Universität Bremen wurde.
Zum Wintersemester 2010/11 wurde Krajewski Inhaber des Lehrstuhls für Öffentliches Recht und Völkerrecht an der Friedrich-Alexander-Universität Erlangen-Nürnberg. Im Sommersemester 2014 lehnte er Rufe an die Westfälische Wilhelms-Universität und die Universität des Saarlandes ab. An der Friedrich-Alexander-Universität Erlangen-Nürnberg ist der Rechtswissenschaftler einer der Programmdirektoren des Masterstudiengangs Human Rights sowie Sprecher des interdisziplinären Zentrums Centre for Human Rights Erlangen-Nürnberg. Krajewski war von 2016 bis 2024 Vorsitzender des Kuratoriums des Deutschen Instituts für Menschenrechte. Er ist Generalsekretär der Deutschen Vereinigung für Internationales Recht sowie Vertrauensdozent der Hans-Böckler-Stiftung. Zudem ist er Mitherausgeber des European Yearbook of International Economic Law.

## Schriften (Auswahl)
- Verfassungsperspektiven und Legitimation des Rechts der Welthandelsorganisation (WTO) (= Dissertation, Hamburger Studien zum europäischen und Internationalen Recht Band 31), Duncker & Humblot, Berlin 2000, ISBN 978-3-428-10502-1.
- Grundstrukturen des Rechts öffentlicher Dienstleistungen, Springer, Heidelberg 2011, ISBN 978-3-642-16854-3.
- Wirtschaftsvölkerrecht (4. Auflage), C.F. Müller Verlag, Heidelberg 2017, ISBN 978-3-8114-4534-5.